# Rhododendron tubiforme
Rhododendron tubiforme là một loài thực vật có hoa trong họ Thạch nam. Loài này được (Cowan & Davidian) Davidian miêu tả khoa học đầu tiên năm 1982.